# Zenón Videla Dorna
Zenón Videla Dorna es una localidad argentina de la provincia de Buenos Aires, ubicada en el partido de Monte.
Se encuentra a 14 km. de la ciudad de San Miguel del Monte, y a 5 km de la Ruta Nacional 3.

## Población
Cuenta con 76 habitantes (Indec, 2010), lo que representa un incremento del 18% frente a los 64 habitantes (Indec, 2001) del censo anterior.
| Gráfica de evolución demográfica de Zenón Videla Dorna entre 1991 y 2010 |
|                                                                          |
| Fuente: Censos nacionales del INDEC                                      |